# Liljeholmsviken

Liljeholmsviken är en vik av Östra Mälaren som sträcker sig fram till Årstaviken i Stockholm.

## Geografi

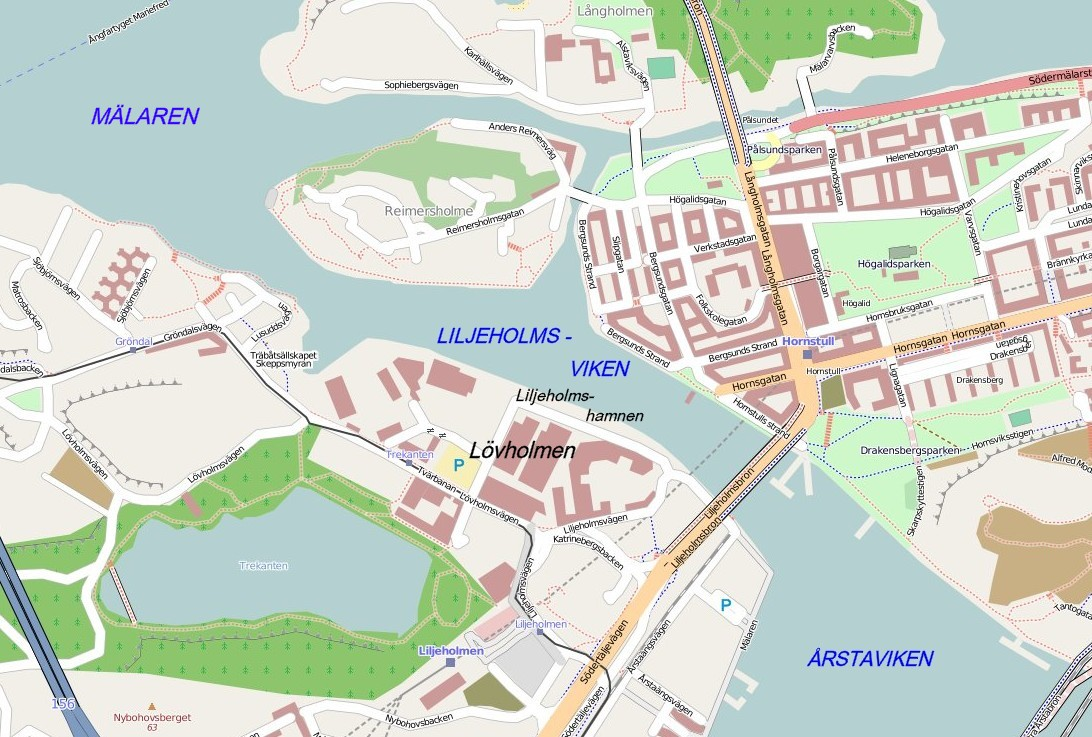
Liljeholmsviken med omgivning år 2009

Liljeholmsviken begränsas i öst av Liljeholmsbron, i norr av Södermalms västra del och Reimersholme samt i söder av Gröndal/Liljeholmen. Gränsen mot väst är en tänkt linje mellan Reimersholmes östra spets och Gröndal. Viken är cirka 1200 meter lång och mellan 90 och 200 meter bred.

## Äldre historia
Liljeholmsviken hade en gång ytterligare en förbindelse med Mälaren via sjön Trekanten och Vinterviken/Mörtviken. Denna förbindelse bröts för cirka 1 500 år sedan genom den postglaciala landhöjningen.
På Petrus Tillaeus karta från 1733 heter vattenområdet Horns Wiken medan den västra delen av Årstaviken kallas Lillieholms Wiken.
På 1800-talet fanns en mängd industrier runt Liljeholmsviken. En av de största var Bergsunds varv och mekaniska verkstad som låg intill vikens norra sida. Varvet utvecklades till en av Sveriges största verkstads- och varvindustrier under namnet Bersunds Mekaniska AB. Verksamheten avvecklades 1929. Andra industrier var Stockholms Yllefabrik som uppfördes på Reimersholme på 1860-talet, samt Reymersholms Spritförädlings AB. Det enda industriområde som finns kvar i dag ligger vid Liljeholmsvikens södra sida, där Liljeholmshamnen är en av de sista hamnanläggningarna i centrala Stockholm.

## Yngre historia
Efter att järnvägen drogs förbi Liljeholmen 1860 etablerade sig många industrier längs Liljholmsvikens södra sida. Läget var gynnsamt med tillgång till hamn, järnvägsspår och förhållandevis låga markpriser beläget utanför Stockholms gräns. Under 1900-talets början fanns en mängd industrier förutom Beckers färgfabrik och kolsyrefabriken bland annat en stubinfabrik, bilfabrik, telefonfabrik, verkstäder och väveri. Idag domineras bebyggelsen av bland annat Cementas anläggning och Palmcrantzska fabriken (numera Färgfabriken) samt den numera nedlagda kolsyrefabrikens rostiga torn.
Sedan Hammarbyleden öppnades 1929 blev Liljeholmsviken huvudtrafikled för båt- och fartygstrafik mot Östersjön. Vid Liljehomsvikens sydöstra sida finns Gröndals Båtklubb och i vikens nordvästra del ligger Liljeholmsbadet, ett flytande varmbadhus som invigdes 1929.
När tunnelbanans röda linje byggdes i slutet av 1950-talet fördes sträckan under Liljeholmsviken strax öster om Liljeholmsbadet. För det byggdes sänktunnlar av betong i stora torrdockan på Beckholmen, dessa transporterades sedan till Liljeholmsviken och fungerade som en undervattensbro för tunnelbanan.
Längs Reimersholmes södra sida uppförde HSB på 1980-talet nya bostäder. Inom ett program för stadsutveckling från juni 2008 planeras nya bostäder på Lövholmen vid Liljeholmshamnen.

## Bilder

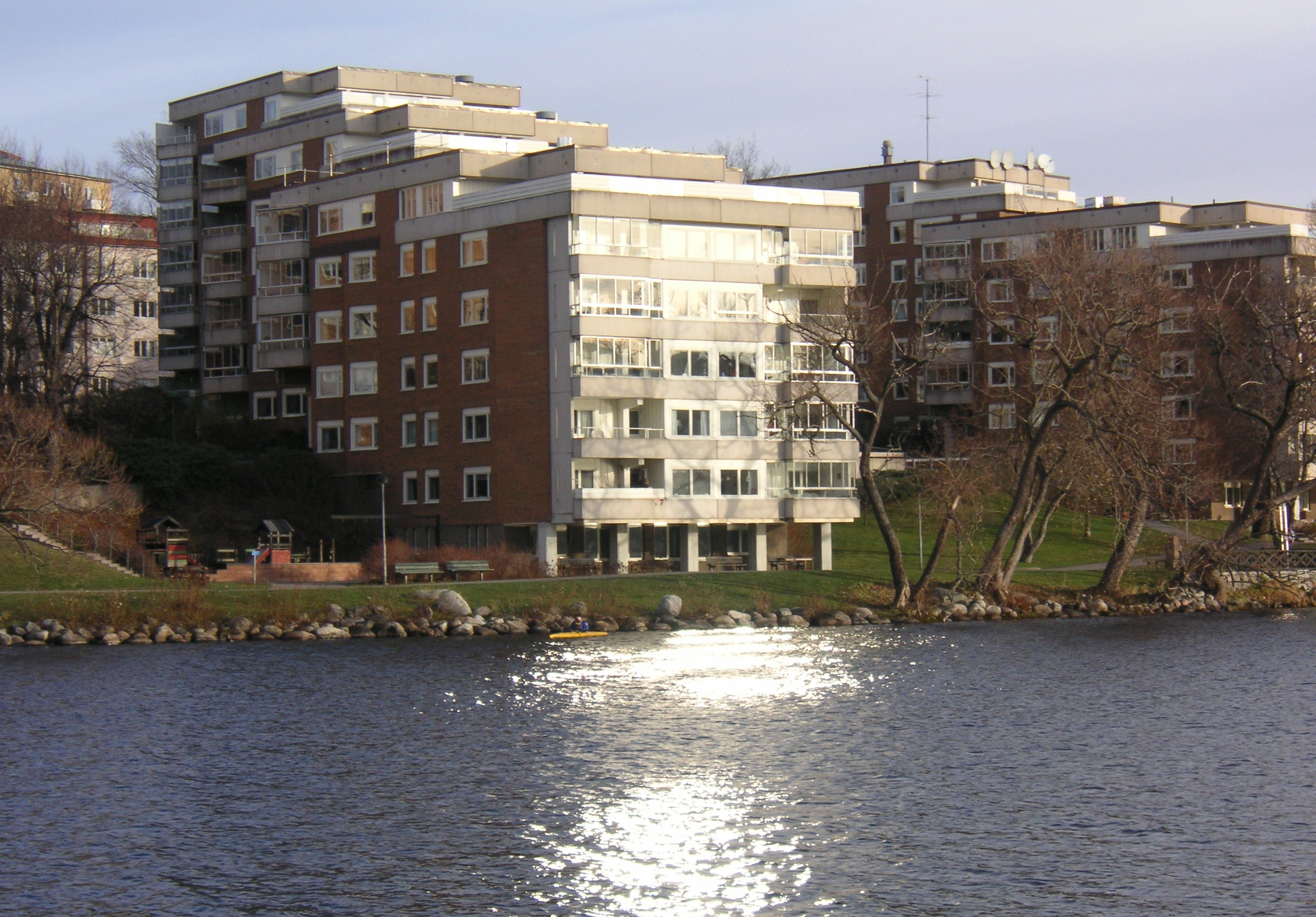
Bostadsbebyggelsen längs Reimersholmes södra sida
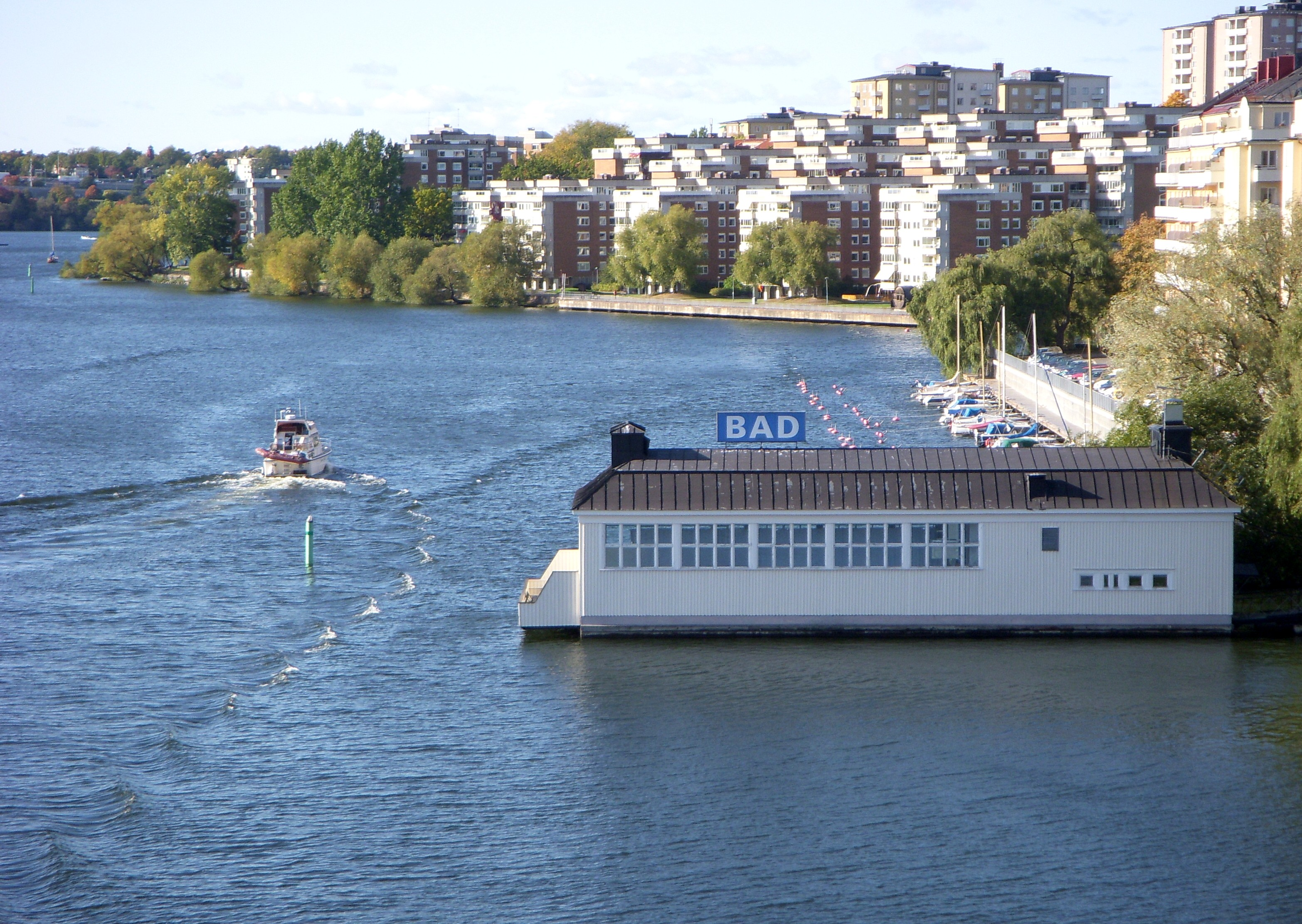
Liljeholmsviken mot väst med Liljeholmsbadet
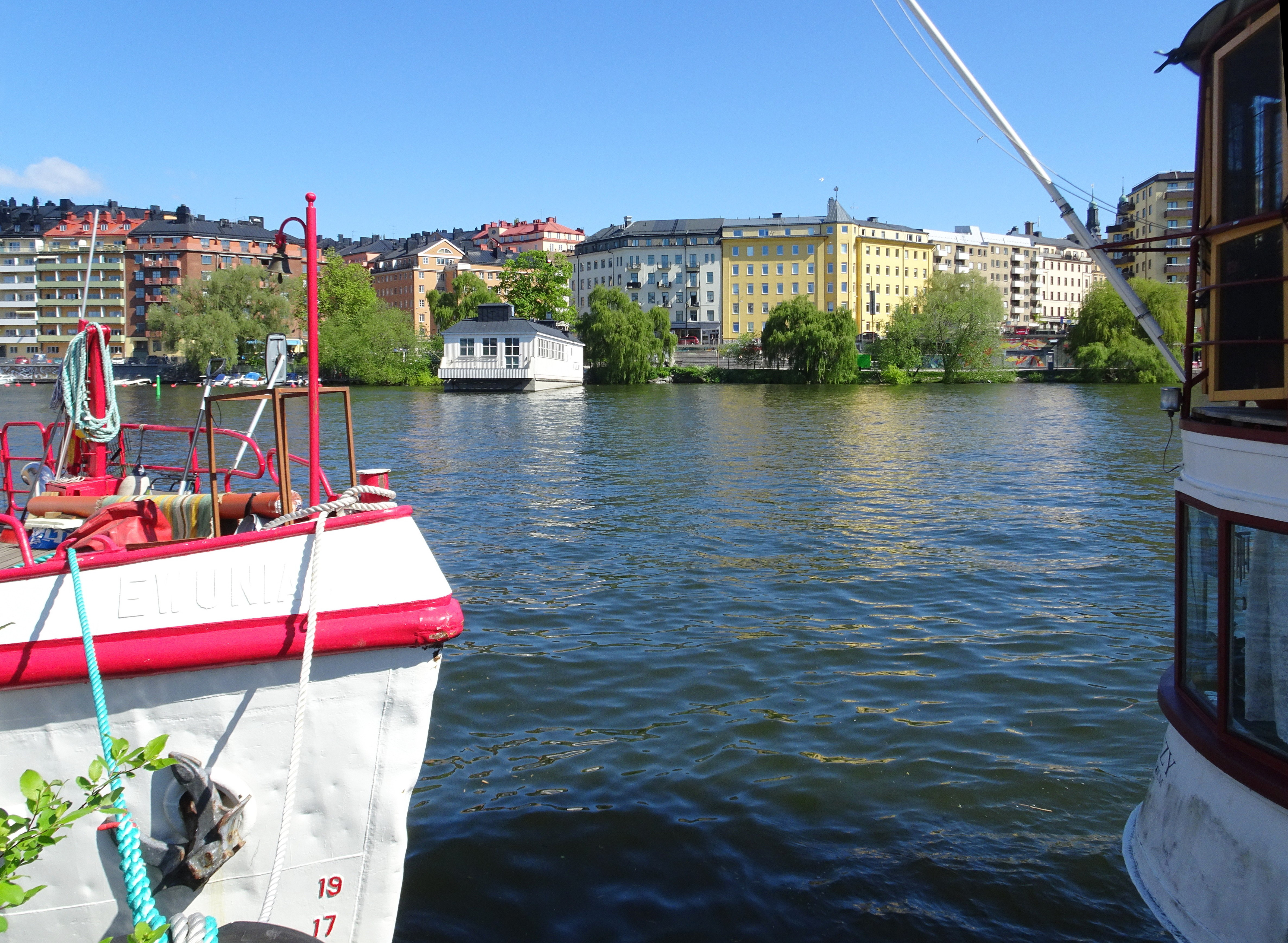
Liljeholmsviken sedd från Liljeholmshamnen, här ungefär låg första Liljeholmsbron.
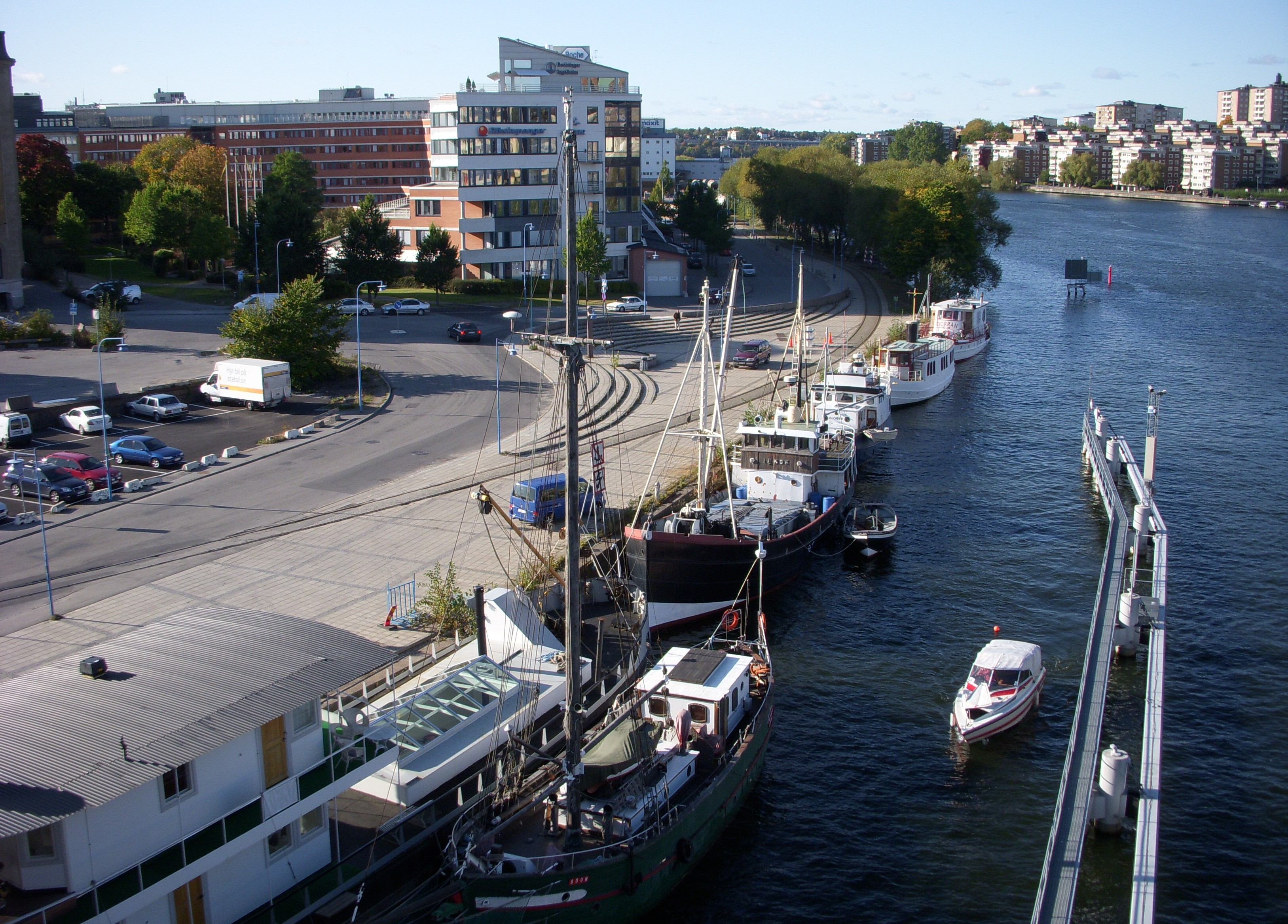
Liljeholmsviken mot nordväst med Liljeholmshamnen